# ダンブランヴィル
ダンブランヴィル（仏: Damblainville）は、フランスのノルマンディー地域圏、カルヴァドス県に属するコミューン。2007年の時点で211人が暮らしており、住民はダンブランヴィレ（Damblainvillais）と呼ばれる。

## 地理
県都カーンから南東に35kmほど行った、ファレーズ東郊の田園地帯に位置する。アント川左岸の道沿いに小さな中心街が築かれている。中心街の東には鉄道が南北に通る。北部はゆるやかな丘陵地になっている。北でベルニエール＝ダイと、東でモルトー＝クリブフと、南西でエレーヌと、西でヴェルサンヴィルと、北西でエパネとそれぞれ接する。

## 行政
近年の首長
| 在任期間  | 在任期間  | 氏名                                   | 所属   | 備考         |
| 就任      | 退任      | 氏名                                   | 所属   | 備考         |
| --------- | --------- | -------------------------------------- | ------ | ------------ |
| 1995年6月 | 2001年3月 | ガストン・マビール Gaston Mabire       | -      | -            |
| 2001年3月 | 2008年3月 | ピエール・コトレ Pierre Cautrès        | 無所属 | 元国税庁職員 |
| 2008年3月 | 2008年4月 | ディディエ・ベルヴィル Didier Berville | 無所属 | 農業技術者   |
| 2008年4月 | 現職      | ミシェル・リュカ Michel Lucas          | 無所属 | 配管工       |

議会は首長と3人の助役を含め、10人で構成される。

## 人口の推移[2]
1831年には464人が暮らしていた。
| 1962年 | 1968年 | 1975年 | 1982年 | 1990年 | 1999年 | 2006年 | 2007年 |
| ------ | ------ | ------ | ------ | ------ | ------ | ------ | ------ |
| 165    | 171    | 230    | 220    | 193    | 189    | 208    | 211    |

## 観光スポット
- 11世紀に建てられた聖ピエール教会と聖ポール教会
- 18世紀に築かれたメニル＝ソレイユ城
- メニル＝ソレイユ丘陵国立自然保護区（1981年登録）